# BIM
BIM (англ. Building Information Model) — это объектно-ориентированная модель строительного объекта или комплекса строительных объектов, как правило, в трёхмерном виде, с элементами которой связаны данные геометрических, физических и функциональных характеристик строительного объекта. Цель создания такой модели - принятие решений в строительном проекте, как на этапе создания такой модели, так и на последующих этапах жизненного цикла объекта. В российской практике используется термин-аналог "цифровая информационная модель".
Информационное моделирование строительных объектов (Building information modeling) — это процесс создания и изменения информации о строительных объектах. Одним из ключевых результатов этого процесса является информационная модель строительного объекта, или цифровое описание особенностей построенного объекта. Модель используется для совместной работы и обновляется на ключевых этапах проекта. Создание цифровой модели строительного объекта позволяет тем, кто взаимодействует с ним, оптимизировать свои действия, в итоге повышая стоимость объекта (как актива). 

## BIM исторический обзор
Концепция BIM существует с 1970-х годов.
Термин «строительная модель» (в том смысле, в каком он используется сегодня) впервые был использован в работах в середине 1980-х годов: в статье Саймона Раффла 1985 года, опубликованной в 1986 году, а затем в статье Роберта Айша — разработчика программного обеспечения RUCAPS, на которое автор ссылался при описании использования программного обеспечения в лондонском аэропорту Хитроу. Термин «Информационная модель здания» впервые появился в статье Г. А. ван Недервина и Ф. П. Толмана.
Однако термины «Информационная модель здания» и «Информационное моделирование здания» (включая аббревиатуру «BIM») стали широко использоваться лишь спустя 10 лет. В 2002 году компания Autodesk выпустила информационный документ под названием «Информационное моделирование зданий» и вскоре другие поставщики программного обеспечения также начали заявлять о своём участии в этой области. Посредством размещения материалов от Autodesk, Bentley Systems и Graphisoft, а также других отраслевых наблюдателей, в 2003 году Джерри Лайзерин помог популяризировать и стандартизировать термин как общее название для цифрового представления процесса строительства. Облегчение обмена и функциональной совместимости информации в цифровом формате ранее предлагалось в рамках различной терминологии: Graphisoft как «Виртуальное здание», Bentley Systems как «Интегрированные модели проекта» и Autodesk или Vectorworks как «Информационное моделирование здания».
Новаторская роль таких приложений, как RUCAPS, Sonata и Reflex, была признана Лайзерином, а также Королевской инженерной академией Великобритании.
Поскольку Graphisoft разрабатывал такие решения дольше, чем его конкуренты, Laiserin расценил своё приложение ArchiCAD как «одно из самых зрелых BIM-решений на рынке». После своего запуска в 1987 году, ArchiCAD стал восприниматься некоторыми как первое внедрение BIM, поскольку это был первый CAD-продукт на персональном компьютере, способный создавать как 2D, так и 3D-геометрию, а также первый коммерческий BIM-продукт для персональных компьютеров.
В России вопросы применения принципов информационного моделирования (в близких по смыслу терминах) обсуждались начиная с 1990-х годов. Изначально речь шла преимущественно об использовании ArchiCAD и Softdesk, однако к концу 90х стали появляться собственные наработки в области ПО. Известные программы того времени — Маэстро и АРКО, который в 2000-х годах трансформировалась в линейку продуктов Project Studio CS. В конце 2000х конкурентом линейки продуктов CS выступил АСКОН с концепцией Mind (Model in Drawing). Позже, эта же компания совместно с фирмой 1С занялись разработкой нового приложения, реализующего технологию BIM — Renga.

## Определение
Национальный проектный комитет США по стандартам информационного моделирования зданий даёт следующее определение:
Информационное моделирование зданий (BIM) — это цифровое представление физических и функциональных характеристик объекта. BIM — это общий ресурс знаний для получения информации об объекте, который служит надежной основой для принятия решений в течение его жизненного цикла, который определяется как существующий от самой ранней концепции до сноса.

Традиционное проектирование зданий в значительной степени основывалось на двухмерных технических чертежах (планы, фасады, разрезы и т. д.). Информационное моделирование зданий расширяет это за пределы 3D, увеличивая три основных пространственных измерения (ширину, высоту и глубину) с помощью показателя времени в качестве четвёртого измерения (4D) и стоимостью в качестве пятого (5D). Совсем недавно стало практиковаться введение шестого измерения (6D), представляющее аспекты окружающей среды и устойчивости зданий, и седьмого измерения (7D) для управления объектами в течение всего срока службы, хотя существуют противоречивые определения для этих измерений. Поэтому BIM охватывает больше, чем просто геометрию. Он учитывает множество факторов, например, пространственные отношения, анализ освещения, географическую информацию, а также количество и свойства компонентов здания (например, детали производителей).
BIM включает в себя представление дизайна в виде комбинаций «объектов» — расплывчатых и неопределённых, общих или специфичных для продукта, сплошных фигур или ориентированных в пустом пространстве (например, в форме комнаты), которые несут свою геометрию, отношения и атрибуты. Инструменты проектирования BIM позволяют извлекать различные виды информационных материалов из модели здания для создания чертежей и других целей. Эти различные материалы автоматически согласуются и основаны на одном определении каждого экземпляра объекта. Программное обеспечение BIM также определяет объекты параметрически; то есть объекты определяются как параметры и отношения с другими объектами, поэтому, если в связанный объект вносятся изменения, зависимые объекты также автоматически изменяются. Каждый элемент модели может содержать атрибуты для их автоматического выбора и упорядочивания, предоставляя оценки затрат, а также отслеживание и учёт материалов.
Для специалистов, вовлечённых в проект, BIM позволяет передавать виртуальную информационную модель от команды разработчиков (архитекторы, ландшафтные архитекторы, геодезисты, инженеры-строители и т. д.) генеральному подрядчику и субподрядчикам, а затем владельцам/операторам; каждый профессионал добавляет данные в единую общую модель. Это уменьшает потери информации, которые традиционно имели место, когда новая команда становится «владельцем» проекта, и предоставляет более обширную информацию владельцам или другим участникам проекта.

## BIM и жизненный цикл проекта
Использование BIM выходит за рамки фазы планирования и проектирования проекта, охватывая весь жизненный цикл здания и поддерживая все процессы, включая управление затратами, управление строительством, управление проектом, эксплуатацию объекта и управление в экологическом строительстве.

### Управление построением информационных моделей
Создание информационных моделей охватывает все время от идейной концепции проекта до завершения эксплуатации и сноса здания. Для обеспечения эффективного управления информационными процессами на протяжении всего этого промежутка времени может быть назначен менеджер BIM (также иногда определяемый как виртуальный проект-конструктор, VDC, менеджер проекта — VDCPM). Менеджер BIM нанимается командой разработчиков по поручению клиента начиная с этапа предварительного проектирования для разработки и мониторинга хода объектно-ориентированного проектирования BIM в соответствии с прогнозируемыми и количественно измеренными показателями производительности, поддерживая междисциплинарные информационные модели зданий, которые управляют анализом, графиками, динамикой и логистикой. Компании в настоящее время рассматривают возможность разработки BIM с различными уровнями детализации, поскольку в зависимости от применения BIM требуется различные уровни в подробностях информации, а также возникают различные усилия по моделированию, связанные с созданием информационных моделей зданий на разных уровнях детализации.

### BIM в управлении строительством
Участникам процесса строительства необходимо выполнять проекты, несмотря на ограниченные бюджеты, ограничения по рабочей силе, ускоренные графики и противоречивую информацию. Основные проектные направления строительства, такие как архитектурный и строительный инжиниринг, электротехническое и сантехническое проектирование должны быть хорошо скоординированы, так как при строительстве и дальнейшей эксплуатации не могут иметь место противоречия в одном месте и времени. Информационное моделирование зданий помогает в обнаружении таких противоречий уже на начальном этапе, идентифицируя точное местоположение расхождений.
Концепция BIM предусматривает виртуальное строительство объекта до его фактического физического строительства, чтобы уменьшить неопределённость, повысить безопасность, решить проблемы, а также моделировать и анализировать потенциальные воздействия различных факторов. Субподрядчики на каждом этапе проектирования могут вводить критическую информацию в модель до начала строительства, имея возможность предварительно изготовить или предварительно собрать некоторые системы за пределами площадки. Тем самым, затраты можно свести к минимуму, строительные материалы доставлять точно в срок, а не складировать на месте.
Количество и общие свойства стройматериалов могут быть легко извлечены на начальной стадии. Объёмы работ также определяются таким образом уже на стадии проектирования. Визуально все инфраструктурные системы, сборки и последовательности могут быть показаны в относительном масштабе со всем проектируемым объектом или группой объектов. BIM также предотвращает ошибки, позволяя обнаруживать конфликты, в результате чего компьютерная модель визуально выделяет конкретные локации, где части здания (например, железобетонные конструкции, трубы или каналы) могут неправильно совмещаться.

### BIM в эксплуатации объекта
BIM может компенсировать потерю информации, связанную с работой над проектом от проектной группы, строительной команды и владельца / оператора здания, позволяя каждой группе добавлять и ссылаться на всю информацию, которую они получают в течение периода внесения дополнений и правок в модель BIM. Это может принести значительную пользу владельцу/оператору объекта.
Например, владелец может найти доказательства и причины утечки в своём здании. Вместо того, чтобы исследовать физическое здание обычными способами, он может обратиться к модели и увидеть, что в подозрительном месте находится водяной клапан. Он также может иметь в модели конкретный размер клапана, производителя, номер детали и любую другую информацию, когда-либо исследованную в прошлом, в зависимости от адекватной для этого вычислительных ресурсов, имеющихся в наличии для обслуживания такой модели. Такие проблемы были первоначально рассмотрены Лейтэ и Акинчи при разработке представления уязвимости содержимого объекта и угроз для поддержки выявления уязвимостей в чрезвычайных ситуациях.
Динамическая информация о здании, такая как измерения датчиков и управляющие сигналы от систем здания, также может быть включена в программное обеспечение BIM для поддержки анализа эксплуатации и технического обслуживания здания.
Были попытки создания информационных моделей для старых, уже существующих объектов. Подходы включают ссылку на ключевые метрики, такие как индекс состояния объекта (FCI), или использование трехмерных лазерных сканирующих съемок и методов фотограмметрии (как по отдельности, так и в сочетании) для получения точных измерений объекта, которые могут использоваться в качестве основы для модели. Попытка смоделировать здание, построенное, например, в 1927 году, требует многочисленных предположений о стандартах проектирования, строительных нормах, методах строительства, материалах и т. д. и поэтому является более сложной, чем построение модели во время проектирования.
Одной из проблем правильного обслуживания и управления существующими объектами является понимание того, как BIM может использоваться для поддержки целостного понимания и реализации методов управления зданием и принципов «стоимости владения», которые поддерживают полный жизненный цикл продукта здания. Например, Американский национальный стандарт под названием APPA 1000 — Общая стоимость владения объектами и управление активами включает BIM для учёта множества критических требований и затрат в течение жизненного цикла здания, включая, помимо прочего: замену и обслуживание энергетической инфраструктуры, коммунальные услуги и системы безопасности; постоянное обслуживание экстерьера и интерьера здания и замена материалов; обновления дизайна и функциональности; расходы на рекапитализацию.

### BIM в зеленом строительстве
BIM в зелёном строительстве, или «зелёный BIM», — это процесс, который может помочь архитектурным, инженерным и строительным фирмам повысить устойчивость в строительной отрасли. Это может позволить архитекторам и инженерам интегрировать и анализировать экологические проблемы в своих проектах в течение жизненного цикла здания.

## Программное обеспечение BIM
Первые программные инструменты, разработанные для моделирования зданий, появились в конце 1970-х и начале 1980-х годов и включали такие продукты для рабочих станций, как система описания зданий Чака Истмана и серии GLIDE, RUCAPS, Sonata, Reflex и Gable 4D. Ранние приложения и оборудование, необходимое для их запуска, были дорогими, что ограничивало их широкое распространение. Radar CH от ArchiCAD, выпущенный в 1984 году, был первым программным обеспечением для моделирования, доступным на персональном компьютере.
Из-за сложности сбора всей необходимой информации при работе с BIM над проектом здания некоторые компании разработали программное обеспечение, специально предназначенное для работы в среде BIM. Эти пакеты отличаются от инструментов архитектурного проектирования, таких как AutoCAD, так как позволяют добавлять дополнительную информацию (время, стоимость, сведения о производителях, информацию об устойчивости и обслуживании и т. д.) в модель здания. Примером такого программного обеспечения может быть 1С:ERP УСО 2.0 (УСО-Управление строительной организацией), с модулями, работающими со стадии оценки инвестиционной привлекательности проекта, до эксплуатации зданий, в том числе с привязкой учётных данных к 3D-модели для получения расчётных характеристик от элементов модели и, наоборот, визуализации данных из 1С в 3D.

### Непроприетарные или opensource BIM стандарты
Плохая совместимость программного обеспечения долгое время считалась препятствием для эффективности отрасли в целом и внедрения BIM в частности. В августе 2004 года, согласно отчёту Национального института стандартов и технологий США (NIST), индустрия капиталовложений США ежегодно теряла 15,8 миллиарда долларов из-за неадекватной функциональной совместимости, возникающей из-за «сильно фрагментированной природы отрасли, деловой практики на бумажной основе, отсутствия стандартизации и непоследовательного внедрения технологий среди заинтересованных сторон».
Ранним примером утверждённого на национальном уровне стандарта BIM является одобренный AISC (Американский институт стальных конструкций) стандарт CIS / 2, не являющийся частным стандартом, берущий своё начало в Великобритании.
В наши дни BIM часто ассоциируется с отраслевыми базовыми стандартами (IFC) и aecXML — структурами данных для представления информации. IFC были разработаны BuildingSMART (бывший Международный альянс по совместимости), как нейтральный, непроприетарный или открытый стандарт для обмена данными BIM между различными программными приложениями (некоторые проприетарные структуры данных были разработаны поставщиками САПР, включающими BIM в своё программное обеспечение). 
Не стандартизирован, однако пользуется популярностью обмен данными с помощью такого текстового формата файлов, как dotbim, благодаря его простоте и наглядности.

## В России

### 2016—2020 годы
11 июня 2016 года был утверждён перечень поручений, обеспечивающих создание правовой базы использования информационного моделирования зданий в строительстве, в первую очередь по государственному заказу.
Активная фаза формирования норм, требований и законов, началась после поручения Президента РФ Путина В. В. №Пр-1235 от 19.07.2018 о переходе к управлению жизненным циклом объекта капитального строительства на основе технологии информационного моделирования.
В конце 2019 года, под руководством ФАУ ФЦС, был проведён пилотный проект по прохождению государственной экспертизы в информационной модели созданной в российском программном обеспечении. Проект выполнялся силами сотрудников Главгосэкспертизы России, Московской государственной экспертизы, СПб ГАУ «Центр государственной экспертизы», ГАУ СО «Управление государственной экспертизы». Участники от групп IT-разработчиков — специалисты компаний НЕОЛАНТ, Renga Software, СиСофт Девелопмент, Кредо-Диалог. Итогом пилотного проекта стали совершенствование методических материалов, законодательной базы в области BIM, дополнение функционала программного обеспечения.
На момент 4 квартала 2020 года, в России принято и опубликовано 16 ГОСТ, 6 СП. Термин «Информационная модель» включена в ст. 48 Градостроительного кодекса «Архитектурно-строительное проектирование» и в новую редакцию СПДС, вступающую в действие с 1 января 2021 года: ГОСТ Р 21.101-2020 Система проектной документации для строительства. Основные требования к проектной и рабочей документации. Основополагающим форматом информационных моделей для прохождения госэкспертизы принят открытый формат — IFC
В июне 2020 Министерство цифрового развития, связи и массовых коммуникаций Российской Федерации, предложило проект нового классификатора для реестра российского программного обеспечения, включающий в себя, в том числе новый отдельный класс программ для BIM — 9.9. Системы информационного моделирования зданий и сооружений, архитектурно-строительного проектирования (BIM, AEC CAD). До момента принятия нового классификатора, программное обеспечение включается в класс «Информационные системы для решения специфических отраслевых задач».
Согласно исследованию проведённому в РФ в 2019 году, среди опрошенных 541 организации инвестиционно-строительной сферы, технологии информационного моделирования использовали в своей работе лишь 22 %. Аналогичный результат показал опрос 2017 года. Среди основных причин, мешающих распространению BIM, чаще всего указываются высокая стоимость внедрения и отсутствие квалифицированных кадров. Подавляющее большинство опрошенных отнесли себя к проектировщикам — 68 % против 7-9 % у девелоперов-застройщиков. Преобладание использования BIM на стадии проектирования (перед другими стадиями), характеризует и пятёрка наиболее популярных программных средств — Revit, ArchiCAD, Tekla, Renga, Infraworks. Все они нацелены, в первую очередь, на создание BIM-моделей, а не управление ими.

### После 2021 года
Согласно постановлению правительства РФ строительная отрасль должна начать переход на технологию информационного моделирования с 1 января 2022 года. Приоритет отдается российскому ПО. Одним из активных участников процесса внедрения BIM, прежде всего в части подготовки профильных специалистов, в том числе для органов государственной власти, является Институт развития в жилищной сфере ДОМ.РФ.
Весной 2021 года под эгидой ДОМ.РФ была запущена серия экспертных встреч для объединения участников перехода на BIM в стройотрасли: IT-специалистов, представителей власти, бизнеса, банковского и экспертного сообщества. В первой сессии, состоявшейся 26 апреля, приняли участие представители Минстроя, Минцифры, Главгосэкспертизы, госкорпорации «Росатом», региональных органов экспертизы и строительного надзора, Академии BIM, крупных застройщиков. Основными темами дискуссии были подготовка кадров и госзаказчиков, усовершенствование нормативной базы и создание российского ПО для масштабного внедрения BIM. ДОМ.РФ заявлял о готовности стать основной площадкой для обсуждения проблематики BIM.
1 августа 2021 года в России будет запущена профильная обучающая площадка «Цифровая академия». Образовательное учреждение решит одну из главных проблем перехода на использование BIM — дефицит специалистов. Академия будет готовить новые кадры с профессиональными компетенциями по информационному моделированию, обучать студентов и выпускников с нуля, а также позволит повышать квалификацию действующих специалистов. Ежегодно будет выпускаться около 4 тысяч BIM-специалистов. По предварительным подсчётам, строительная отрасль России будет нуждаться в 240 тысячах специалистов.

## Ожидаемый потенциал BIM
BIM — это относительно новая технология в отрасли, которая обычно медленно адаптируется к изменениям. Тем не менее, многие пользователи уверены, что BIM будет играть со временем ещё более важную роль в создании документации.
Сторонники этого подхода утверждают, что BIM предлагает:
1. Улучшенную визуализацию,
2. Повышение производительности благодаря простому поиску информации,
3. Усиление согласованности строительных документов,
4. Встраивание и связывание важной информации, такой как информация о поставщиках для конкретных стройматериалов, с учётом их детального описания и количества, необходимого для оценки и проведения торгов,
5. Высокую скорость логистики,
6. Снижение затрат.

BIM также содержит большую часть данных, необходимых для анализа производительности строительства здания. Свойства здания в BIM можно использовать для автоматического создания входного файла для моделирования производительности строительства здания и экономии значительного количества времени и усилий. Кроме того, автоматизация этого процесса уменьшает ошибки и несоответствия в процессе моделирования производительности строительства здания.